# スタンディッシュ・バッカス
スタンディッシュ・バッカス・ジュニア（Standish Backus, Jr.、1910年–1989年）は、アメリカ合衆国の画家。1945年から1946年に従軍画家として、第二次世界大戦末期から占領下の日本を絵の題材にした。

## 来歴
1910年、ミシガン州デトロイトに生まれた。プリンストン大学で建築学の学位を取得後、ドイツに留学し、ミュンヘン大学で1年間絵画を学んだ。帰国後、メイン州でエリオット・オハラのもと短期間水彩画を学んだ後、1935年にサンタバーバラに移り、1930年代のカルフォルニア州で水彩画家として名声を得た。
第二次世界大戦開戦後、バッカスは1940年にアメリカ海軍の予備少尉として召集され、1941年に現役の士官に就任した。彼は戦争のほとんどを、南太平洋の防衛に従軍した。1945年には海軍軍事局に異動し、絵画情報特別班（special graphic presentation unit）に異動し、太平洋戦線の最後の年を従軍画家として過ごした。終戦までに、彼は司令官の階級に昇進した。終戦後は日本を訪れ、横須賀や呉、原爆投下直後の広島を描いた。1946年5月に中佐で退役し、1947年から1948年までカリフォルニア大学サンタバーバラ校で教鞭をとった。
1955年から1956年に現役に戻り、ディープフリーズ作戦の一環としてリチャード・バード提督の南極大陸調査に同行し、南極の記録画を描いた。
退役後、バッカスはカリフォルニアに戻り、再びサンタバーバラ校で教鞭をとりつつ、絵を描き続けた。彼は1989年にサンタバーバラで亡くなった。バッカスの作品は、サンタバーバラ美術館やロサンゼルス・カウンティ美術館、海軍歴史センターに収蔵されている。

## 主な作品
海軍歴史センターに収蔵された水彩画は、アメリカ合衆国政府の著作物としてパブリックドメインとなり、公開されている。

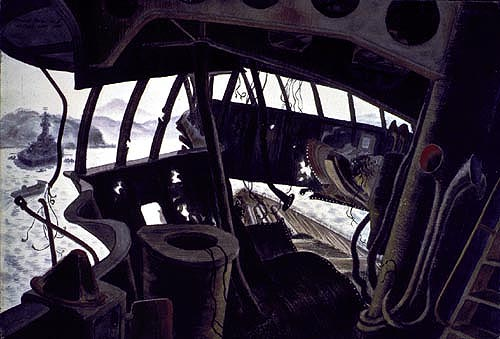
『死後の横須賀』（1945年）
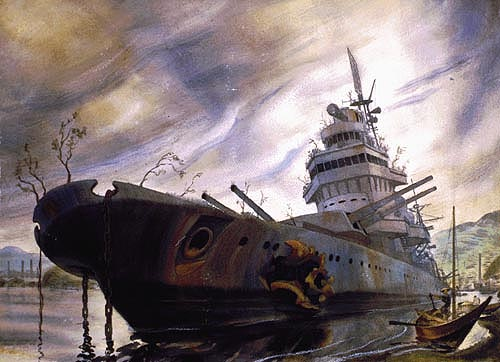
『天皇の巡洋艦青葉』（1945年）
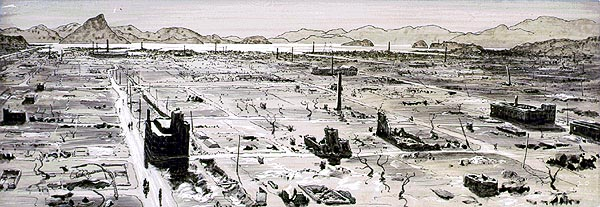
『広島、1945年』（1945年）
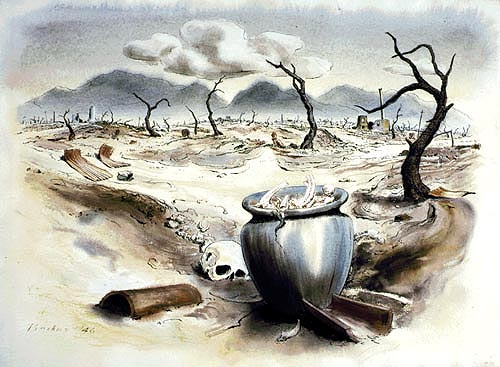
『広島、静物』（1946年）
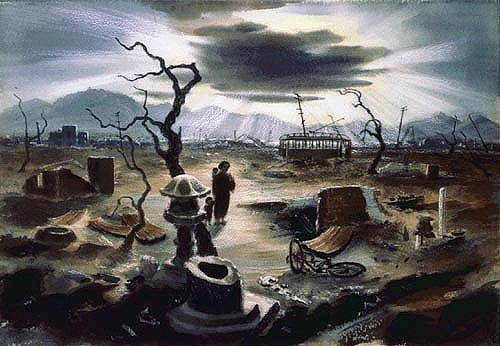
『秋、広島の庭』（1946年）
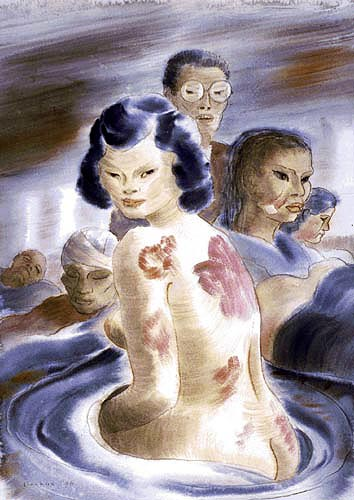
『広島、赤十字病院にて』（1946年）
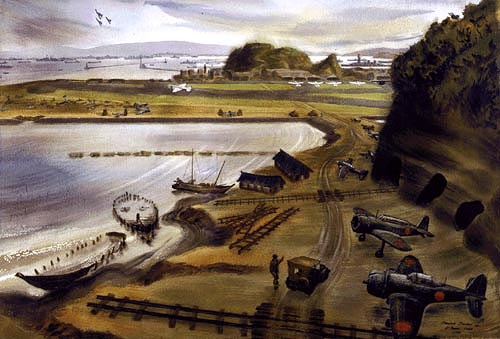
『アメリカ占領下の横須賀飛行場と東京湾』（1946年）
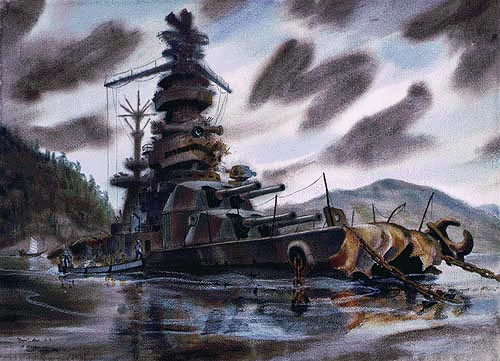
『これは日向だった』（1946年）
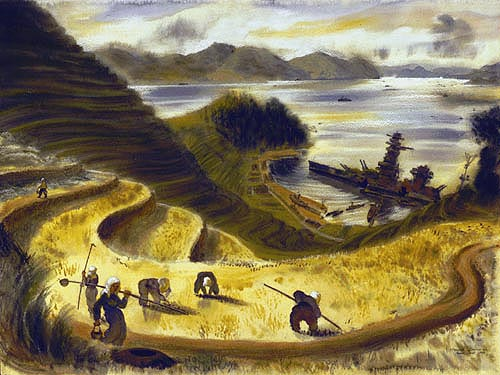
『伊勢は日向の姉妹艦だった』（1946年）